# Гвадалупе (Мексико)
Гвадалупе (шп. Guadalupe) је град у Мексику у савезној држави Нови Леон. Према процени из 2005. у граду је живело 691.434 становника.

## Становништво
Према подацима са пописа становништва из 2010. године, град је имао 673.616 становника.
| 1990.   | 1995.   | 2000.   | 2005.   | 2010.   |
| ------- | ------- | ------- | ------- | ------- |
| 535.332 | 618.610 | 669.842 | 691.434 | 673.616 |